# Верховинський район
Верхови́нський райо́н (Верховинщина) — район Івано-Франківської області в Україні, утворений 2020 року. Адміністративний центр — селище Верховина.
Верховинський район — визначний лікувально-оздоровчий центр. Завдяки важкодоступності гір, протягом багатьох віків на територію, де проживають гуцули, не змогла вплинути урбанізація. Тут збереглося багато цікавих звичаїв, традицій, легенд, ремесел, які в інших регіонах повністю зникли.

## Географія

### Розташування
Верховинський район є одним з 6 адміністративних районів Івано-Франківської області та розташований на півдні області в самому центрі великої карпатської дуги, у найвищій частині Українських Карпат. Район розташований у найвисокогірнішій частині області.
На заході район межує з Рахівським районом Закарпатської області, на північному заході — з Надвірнянським районом, на півночі із Косівським районом Івано-Франківської області, на сході з Вижницьким районом Чернівецької області, на півдні та на південному заході межі району збігаються з ділянкою державного кордону України з Румунією (повіт Мармарош) довжиною 50 км, що проходить по Чивчинському хребту.
Верховинський район є найвіддаленішим від обласного центру Прикарпаття. Відстань від селища Верховина до м. Івано-Франківська найкоротшим шляхом на північ становить 150 км. Такою ж є відстань до іншого обласного центру м. Чернівців. Відстань до м. Києва — 611 км; до м. Коломиї — 55 км; до селища Поєніле де Суб-Мунте (Румунія) — 180 км.
Це єдиний район області, повністю розташований на території карпатської гірської системи. Крім того, він є єдиним районом області, що межує з іншою державою.
Район не має залізничного сполучення. Найближча залізнична станція Ворохта розташована на відстані 32 км від селища Верховина.

### Рельєф
Рельєф зумовленням знаходженням регіону у гірській місцевості. На території району знаходяться ряд найвищих вершин Східних Карпат, у тому числі й третя за висотою гора України — Піп Іван, 2020 м.

### Клімат
Клімат Верховинського району різноманітний.  Це зумовлено зміною абсолютних висот, характером рельєфу, наявністю улоговин, річкових долин, схилів різних експозицій, циркуляції атмосфери, тощо. Тут виділяються в основному дві кліматичні зони: середня — з помірно холодним, надмірно вологим кліматом і високогірна — з холодним, надмірно вологим кліматом. Річна кількість опадів коливається від 800 до 1500 мм.
Холодний період в горах вище 800—1000 м триває 6 місяців. Сніговий покрив присутній з листопада до середини травня. Він має товщину на вершинах гір у середньому 300—350 см, а в інших місцях — як правило не перевищує (ненабагато перевищує 100 см). Взимку шляхи важко утримувати через снігові заноси, завірюху та низьку температуру. Вітри, що формуються під впливом загальної західної та північної й північно-східної циркуляції, а також положення гірських хребтів, спрямовує потоки холодного повітря смугами долин, зберігаючи прохолодний клімат. Переважають західні та південно-західні вітри. На високих масивах, зимою швидкість вітру може перевищити 45 м/с, а в інші пори року сягає від 3,5 до 4 м/с.
Найбільшу кількість опадів як правило фіксують протягом літніх місяців. Приблизно 25 % від усієї кількості опадів випадає у холодну пору року у вигляді снігу. Для більшості території району не притаманна небезпека сходження лавин, за винятком стін давньольодовикових котлів у Мармароських горах.

### Гідрологія
Найбільшою річкою є Черемош, загальна площа басейну якої на території району становить 2565 км². Територію району складають басейн Чорного Черемоша та лівобережна частина басейну Білого.
Саме Верховинщина є одним з найбагатших на мінеральні води регіонів держави. Тут є понад 100 джерел мінеральних вод. Лише в селищі Верховина та селі Буркут розташовано 10 досліджених джерел мінеральної води. 

## Історія
Район створено відповідно до постанови Верховної Ради України № 807-IX від 17 липня 2020 року. До його складу увійшли: Верховинська селищна, Білоберізька та Зеленська сільські територіальні громади.

## Адміністративний устрій
| Номер | Назва громади | Статус   | Центр       |
| ----- | ------------- | -------- | ----------- |
| 1.    | Білоберізька  | Сільська | Білоберізка |
| 2.    | Верховинська  | Селищна  | Верховина   |
| 3.    | Зеленська     | Сільська | Зелене      |